# Гастрономический туризм в России
Гастрономический туризм в России — вид туризма в России, основой для которого являются поездки туристов с целью знакомства с особенностями местной кухни и кулинарных традиций.

## Развитие гастрономического туризма в России
В России данный вид туризма находится в стадии зарождения и в чистом виде гастрономические туры встречаются редко. Обычно, элементы гастрономического включены в другие виды туризма: этнографического, сельского, событийного и комбинированные туры. Гастрономические туры могут быть городскими, включая посещение предприятий пищевой промышленности с дегустацией продукции; сельскими, включая участие процессе выращивания экологически чистой продукции; образовательными, включая посещение мастер-классов по приготовлению блюд и обучение в кулинарных школах; этнографическими, включая знакомство с особенностями региональной кухни, обычаев и традиций. Ряд мероприятий событийного туризма имеют гастрономическую направленность: гастрономические фестивали, праздники, ярмарки, посвящённые одному блюду или продукту.
После распада СССР в России изменилась структура событийного туризма. Получили развитие направления, которые ранее не были развиты и одним из них стали гастрономические фестивали. 
Самыми заметными туристическими гастрономическими событиями являются: 
«Праздник корюшки» (Санкт-Петербург — ежегодно на праздник приходит около 50—80 тыс. зрителей), 
«Праздник огурца» (Суздаль), 
«Арбузный рай» (Тамань), 
«Праздник сыра» (Барнаул), 
«О, да! Еда!» (проходит в 11 городах, посещаемость более 400 тысяч человек в год), «Фиштиваль» (Зеленоградск), «Городской пикник Kaliningrad Street Food» (Калининград, средняя посещаемость — 70 тысяч человек).
С 2017 года профильное объединение владельцев ресторанного бизнеса — Федерация рестораторов и отельеров, Российский экспортный центр и Национальная ассоциация кулинаров России совместно реализуют федеральный проект «Гастрономическая карта России» при поддержке Министерства сельского хозяйства и Федерального агентства по туризму в рамках национальной стратегии продвижения экспорта, бизнеса и культуры «Сделано в России».
В 2017 году в Общественном совете Федерального агентства по туризму была организована Комиссия по развитию событийного и гастрономического туризма.
С 2018 года российская туристическая компания «Интурист» начала активно развивать направление событийного туризма и значительно увеличила количество событий предлагаемых организованным группам и индивидуальным туристам. В сотрудничестве с Комитетом по туризму администрации Владимирской области компания стала партнером гастрономического фестиваля «Медовуха-Fest».
- Русская кухня
- Национальные блюда башкир
- Марийские национальные блины - команмелна готовятся в печи. Включены в «Гастрономическую карту России»
- Праздник корюшки в Санкт-Петербурге

## Награды и конкурсы в области гастрономического туризма в России
В 2012 году была учреждена национальная премия «Russian Event Awards», которая является отраслевой наградой и присуждается по итогам открытого конкурса проектов за достижения в области развития индустрии событийного туризма. Премия ежегодно проводится при информационной поддержке Федерального агентства по туризму Российской Федерации.
В рамках этой премии выделена номинация «Туристическое событие в области гастрономического туризма» победителями которой становились:
- 2013 — Городской праздник «Сызранский помидор » (г. Сызрань, Самарская область)[11]
- 2014 — Фестиваль народных традиций «Жигулёвская вишня » (с. Ширяево, Самарская область)[12]
- 2015 — «Раненбургское застолье» (Липецкая область)[13]
- 2016 — Гастрономический фестиваль «Вкус Якутии», Республика Саха (Якутия)[14]
- 2017 — V Межрегиональный фестиваль напитков «АлтайФест», Алтайский край[15]
- 2018 — Вкусная Казань, Республика Татарстан[16]

Также в рамках Всероссийской открытой ярмарки событийного туризма «Russian Open Event Expo» проводится Всероссийский конкурс в области событийного туризма, организаторами которого являются Федеральное агентство по туризму, Министерство курортов и туризма Республики Крым, АНО «Московская дирекция фестивально-концертных проектов авторской песни „Стольный Град“», в основной конкурсной программе «Выбор года» также присутствует номинация «Лучшее гастрономическое событие».

## Туры на предприятия пищевой сферы
Самую большую популярность промышленного туризма в России имеют производственные предприятия пищевой сферы, что объясняется тем, что они являются наиболее распространёнными, из-за чего наиболее представлены в сфере промышленного туризма, удобно расположены (59 % находятся в черте города, 23 % находятся в пределах 30 километров от черты города), а также производимые продукты ближе всего к потребителям. В Приволжском федеральном округе имеется возможность в составе экскурсии посетить заводы Pepsi и Coca-Cola, «Балтика — Самара», Пивоваренный завод «Крафт», Пермский хлебокомбинат, Завод минеральных вод «Серебряные ключи», Ульяновский хладокомбинат. В Северо-Западном федеральном округе и Санкт-Петербурге — Пивоваренный завод «Балтика», завод «Coca-Cola», завод «Heineken», «Петрохолод», кондитерская фабрика имени Самойловой. В Брянской области — пиво-солодовенный завод «Брянскпиво». В Московской области — фабрика мороженого «Чистая линия», Ногинский хладокомбинат, кондитерская фабрика «РотФронт».

## Гастрономические музеи
Ещё одним подходом привлечения туристов являются гастрономические музеи, которые совмещают экскурсию, знакомящую посетителей с историей и особенностями экспонатов с элементами интерактива — дегустацией продукции, участием в мастер-классах приготовления различных блюд и продуктов питания, а также игровых программ. Большая часть гастрономических музеев — мономузеи, которые рассказывают об одном продукте, обычно, производящемся в местности, где расположен музей.
Среди гастрономических музеев можно выделить: музей «Тульский пряник» (г. Тула), музей соли (Ярославская область), музей истории шоколада и какао «МИШКа» (г. Москва), музей кофе (г. Санкт-Петербург), музей хлеба (г. Москва, Измайловский Кремль), музей «Коломенская пастила» (г. Коломна, Московская область), музей «Калачная» (г. Коломна, Московская область), Музейная фабрика пастилы (г. Коломна, Московская область), музей коньяка (г. Москва), музей каши (г. Кашин, Тверская область), музей русского десерта (г. Звенигород, Московская область).
- Мастер-класс в Музее истории русского шоколада
- Фестиваль мобильных ресторанов «Гастрономической карты России»
- Камышинский арбузный фестиваль
- Тульский пряник, изготовленный для экспедиции на внедорожниках Land Rover Discovery, посвященной выпуску миллионного автомобиля

## Винный туризм
Одним из видов классификации гастрономических туров является классификация тура по продукту потребления. Винные туры являются одним из востребованных у туристов направлений гастрономического туризма.
Основные регионы винного туризма в России — Краснодарский край (Лефкадия, Абрау-Дюрсо), Ставропольский край и Ростовская область.
После аннексии Крыма Российской Федерацией в 2014 году наступил новый коренной перелом в структуре туристических потоков потоков и Крым стало посещать все больше россиян. В Крыму самым большим туристическим центром является Массандра, но туристов принимают и Новый Свет, и Солнечная Долина, и Инкерман, и ряд других хозяйств. Ежегодно в сентябре недалеко от винодельни «Золотая Балка» проходит крупнейшая в Крыму выставка-презентация винодельческой продукции WineFest, которая включает в себя дегустацию молодого вина, мастер-классы, конкурсы, интерактивные презентации, а также командную битву виноградом. В 2019 году фестиваль посетило 25 тысяч человек. Для улучшения туристической привлекательности и винодельческой отрасли создан проект «Терруар Севастополь». В рамках этого проекта Ассоциацией виноградарей и виноделов Севастополя при поддержке правительства города разработан кольцевой маршрут «Винная дорога», в который входят винодельческие предприятия, рестораны, гостиницы и туристические объекты. За несколько дней туристы на этом маршруте посещают от 1-го до 12 винных предприятий, среди которых «Инкерман», «Золотая балка», винодельня Олега Репина, UPPA Winery, винный клуб «Бельбек». Посещения предполагают экскурсию на завод с дегустацией вин. Протяженность маршрута составляет 70 километров.

## Гастрономический туризм в России по регионам
Астраханская область:
В 2017 пять в финале Национальной премии в области событийного туризма Russian Event Awards международный форум-фестиваль «Гастрономические дороги Великого Шёлкового пути. Путешествие за вкусом, Астрахань, 2017» занял второе место в номинации «Лучшее туристическое событие деловой направленности».
Калининградская область:
В области проходит несколько крупных фестивалей, в том числе всероссийский фестиваль уличной еды «Городской пикник Kaliningrad Street Food» (до 2019 года проходил под названием Street Food Weekend). Он проводится в последние выходные августа и собирает в среднем 70 тысяч человек. На фестивале можно попробовать уличную еду не только Калининградской области, но и других регионов России. До пандемии COVID-19 фестиваль имел статус международного: в нём принимали участие проекты из Польши, Швеции, Мексики, Гонконга и других стран.
В 2017 году организаторы крупнейшего в мире конкурса уличной еды European Street Food Awards выбрали «Городской пикник Kaliningrad Street Food» своим российским представительством. На фестивале в Калининграде ежегодно вручается премия Russian Street Food Awards за лучшие уличные блюда; принять участие в конкурсе может любой российский проект. Победители Russian Street Food Awards представляют Россию в финале European Street Food Awards в одном из городов Европы. Так, в 2017 году победителем European Street Food Awards в номинации «Лучшая закуска» стал «Быков Бар» (конкурсное блюдо — слабосолёная треска по-мурмански); в 2018 году в номинации «Лучшее основное блюдо» победил калининградский проект iFry (конкурсное блюдо — свинина в пивном кляре с хреновиной). В 2020 и 2021 году международный финал European Street Food Awards не проводился.
В конце апреля — начале мая в Зеленоградске проходит праздник морской гастрономии «Фиштиваль» (до 2020 года — Fish Food Festival), на котором можно попробовать уличную еду из рыбы и морепродуктов, в том числе балтийские специалитеты: строганину из пеламиды, копчёного угря, салаку, калкана, корюшку и др. Средняя посещаемость — 20 тысяч человек в день (фестиваль идёт от трёх до пяти дней). С 2022 года на «Фиштивале» отдельное место отводится ремесленным продуктам региона, не связанным с рыбой: фермерским сырам, колбасам и деликатесам, выпечке и кондитерским изделиям. В 2018 году «Фиштиваль» занял второе место в номинации «Лучшее туристическое событие в области гастрономического туризма» национальной премии Russian Event Awards. В 2022 году «Фиштиваль» получил гран-при всероссийского конкурса гастрономических туристических проектов.
Карачаево-Черкесия:
Несколько тысяч людей ежегодно посещают международный фольклорно-этнографический фестиваль карачаево-балкарской культуры «Праздник айрана на Медовых водопадах». Также проводятся гастрономический фестиваль «Дары Кавказа», гастрономический фестиваль аутентичной и современной кухни юга России «Высокая кухня», на котором 12 республик юга России презентуют лучшие блюда кавказской кухни (в 2019 году фестиваль посетило 4 000 человек).
Туристы имеют возможность попробовать традиционные блюда черкесской кухни: адыгейский сыр (черкесский сыр) и блюда карачаево-балкарской кухни: вяленое и сушеное мясо, хычины.
Московская область:
В 2016 году специальный диплом национальной премии в области событийного туризма «Russian Event Awards» в номинации «Лучшее туристическое событие в области гастрономического туризма» получил открытый летний фестиваль «ВАР-ВАРЕНЬЕ».
В рамках гастрономические туров по Московской области туристы имеют возможность посетить козью ферму «Коза ностра», крестьянско-фермерское хозяйство «Хлебникoff» (Талдомский район), музей русского десерта (Звенигород), музей-пекарню «Акри» (Ступино), музей «Коломенская пастила» (Коломна), музей «Калачная» (Коломна), Музейная фабрика пастилы (Коломна). В комплексе отдыха «Усадьба „Пешково“» отдыхающие могут продегустировать блюда, приготовленные по записям кухарки Антона Павловича Чехова и кулинарным книгам конца XIX века. Гастрономические события представлены праздником пастилы (Коломна), праздником "Русский Холодец" (Павловский Посад), фестивалем «Царская уха в Белоомуте» (Луховицкий район), ярмаркой-фестивалем «Лука-море» (Коломенский район). На празднике "Русский Холодец" в 2019 году был представлен самый большой холодец в мире - "Царь Холодец", весом более 263 кг (https://www.1tv.ru/shows/dobroe-utro/pro-edu/car-holodec-dobroe-utro-fragment-vypuska-ot-28-01-2019)
Тыва:
В 2019 году по итогам очной презентации событийных проектов на Всероссийской профессиональной премии в области туризма «События России», проводящейся в Москве гастрономический форум «Тувинская баранина» занял третье место в номинации «Культура. Гастрономические события».
Якутия:
В рамках одного из ключевых мероприятий событийного туризма в Якутии «Зима начинается с Якутии!» проводятся гастрономический фестиваль «Вкус Якутии» и праздник «Строганина», фестиваль кулинарного мастерства «Путешествие за вкусом» и другие мероприятия. На гастрономическом фестивале «Вкус Якутии» посетители могут продегустировать повседневные, праздничные и обрядовые блюда блюда якутской кухни, народов Сибири, Арктики и Дальнего Востока, которые являются частью культуры и этнических традиций. Представлены блюда из оленины, говядины, жеребятины, традиционные блюда из рыбы и строганина. В работе фестиваля участвуют эксперты Федерации рестораторов России. В 2016 году гастрономический фестиваль «Вкус Якутии» стал победителем в номинации «Туристическое событие в области гастрономического туризма» премии «Russian Event Awards».
- Фестиваль «Сызранский помидор»
- Мастер-класс по приготовлению чурчхелы во время презентации проекта «Усадьба виноградаря» » в городском пресс-центре Сочи
- Винный завод «Абрау-Дюрсо»
- Музей «Тульский пряник»